# Rapanea rhododendroides
Rapanea rhododendroides là một loài thực vật có hoa trong họ Anh thảo. Loài này được (Gilg) Mez miêu tả khoa học đầu tiên năm 1902.